# Jan Richter (politik)
Jan Richter (* 28. listopadu 1967 Vrchlabí) je český politik a pedagog, od října 2017 poslanec Poslanecké sněmovny PČR, v letech 2016 až 2020 zastupitel Ústeckého kraje, v letech 2014 až 2018 zastupitel města Kadaň, člen hnutí ANO 2011. Od června 2021 je také druhým místopředsedou Fotbalové asociace České republiky.

## Život
V 80. letech 20. století absolvoval Střední odborné učiliště dopravní v Plzni a Střední vojenskou automobilní školu v Nitře. Do roku 1989 byl vojákem z povolání.
Vystudoval vychovatelství pro speciálněpedagogické instituce na Pedagogické fakultě Univerzity Jana Evangelisty Purkyně v Ústí nad Labem (získal titul Mgr.). Na téže fakultě vystudoval také bakalářské obory školský management a sociální pedagogika, třetí bakalářský titul získal v roce 1997 na Právnické fakultě Masarykovy univerzity v oboru teorie a praxe přípravného řízení trestního.
Pracuje jako pedagog v zařízení náhradní výchovné péče. Jeho zaměstnavateli byli postupně Ministerstvo obrany ČR, Policie ČR, Bezpečnostní služba IBIS a základní škola. Během působení na škole se rovněž věnoval výzkumu otázek koncepce náhradní výchovné péče, problematice výchovy dětí z funkčních a dysfunkčních rodin, změnám osobnosti prostřednictvím aktivit na hranici frustrační tolerance a tvorbě a možnosti evaluace funkčních zátěžových a zážitkových terapeutických programů. Působí jako člen výboru Ministerstva školství, mládeže a tělovýchovy ČR pro pořádání kulturních a sportovních akcí v zařízeních náhradní výchovné péče a zároveň jako člen expertní skupiny pro školství při Poslanecké sněmovně PČR.
V minulosti rovněž působil ve vzdělávací společnosti EDOST Chomutov, kde přednášel pracovní právo, rodinné právo a Listinu základních práv a svobod. Angažuje se v rámci Fotbalové asociace ČR, od roku 2017 je členem odvolací a revizní komise, předseda Výkonného výboru Okresního fotbalového svazu v Chomutově a předseda odvolací a revizní komise fotbalového svazu Ústeckého kraje.
Jan Richter žije v Chomutově. Je rozvedený, má dvě dcery (Denisu a Terezu) a jednoho syna (Tibor). Mezi jeho koníčky patří cestování, studium a vytváření a zpracování audio-foto-video záznamů.

## Politické působení
Od roku 2012 je členem hnutí ANO 2011, od roku 2016 zastává pozici předsedy Krajské organizace Ústeckého kraje.
V komunálních volbách v roce 2010 kandidoval jako nestraník za SNK ED do Zastupitelstva města Kadaň, ale neuspěl. Zastupitelem města byl zvolen až ve volbách v roce 2014, když vedl tamní kandidátku hnutí ANO 2011. Působil jako člen Komise městské památkové rezervace a rozvoje a člen Kontrolního výboru. Ve volbách v roce 2018 se mu mandát nepodařilo obhájit (kandidoval až na předposledním místě). V komunálních volbách v roce 2022 již do zastupitelstva Kadaně nekandidoval.
V krajských volbách v roce 2016 byl za hnutí ANO 2011 zvolen zastupitelem Ústeckého kraje. Působil jako předseda Finančního výboru. Ve volbách v roce 2020 však již nekandidoval.
Ve volbách do Poslanecké sněmovny PČR v roce 2013 kandidoval za hnutí ANO 2011 v Ústeckém kraji, ale neuspěl. Podařilo se mu to až ve volbách v roce 2017, když byl za hnutí ANO 2011 zvolen poslancem v Ústeckém kraji, a to ze druhého místa kandidátky. Celkem v roce 2018 zastával 22 funkcí.
Ve volbách do Poslanecké sněmovny PČR v roce 2021 kandidoval za hnutí ANO 2011 na 2. místě v Ústeckém kraji. Získal 3 328 preferenčních hlasů, a stal se tak znovu poslancem. V květnu 2025 však skončil jako volební manažer hnutí ANO 2011, ve funkci jej nahradil podnikatel Jakub Střeštík. Předseda hnutí Andrej Babiš tento krok vysvětlil tím, že Richter se bude soustředit výhradně na Ústecký kraj, kde je krajským předsedou. Jeho konec však souvisí také s korupčními kauzami v ústeckém regionu. Babiš mu dokonce pohrozil, že pokud bude spojován s korupčními kauzami nebo problémy v kraji, mohl by přijít o své místo na kandidátce pro volby do Poslanecké sněmovny PČR v říjnu 2025.
Ve volbách do Poslanecké sněmovny PČR v roce 2025 kandiduje z 2. místa kandidátní listiny ANO v Ústeckém kraji.